# Fort George G. Meade
El Fort George G. Meade és una instal·lació de l'Exèrcit dels Estats Units a l'Estat americà de Maryland en la Concentració de població designada pel cens de Fort Meade.
El fort va rebre el nom de George Gordon Meade (1815-1872), un general de la guerra civil americana, que va ser comandant de l'exèrcit del Potomac. Quan es va construir l'any 1917, el conjunt es deia «Camp Admiral».

## Ús
Fort Meade acull els quartels generals de l'United States Cyber Command (USCYBERCOM), de la Nacional Security Agency (NSA), del Defense Courier Service (DCS) i de la Defense Information Systems Agency (DISA).
Acull igualment la Defense Information School (DINFOS), The United States Army Field Band i comprèn instal·lacions de suport, com escoles o allotjaments, així com els despatxos del Military Intelligence Civilian Excepted Career Program (MICECP).
Durant la Segona Guerra Mundial, Fort Meade va servir com a camp d'entrenament i de reclutament i també de camp d'internament de presoners de guerra. A més, era un camp de detenció per a aproximadament 384 residents immigrats japonesos, alemanys i italians detinguts com a membres d'una possible «cinquena columna».

## Incident
El 30 de març de 2015, dos homes van intentar penetrar al recinte de l'NSA a Fort Meade, donant lloc a un tiroteig davant l'entrada principal. Un dels assaltants va ser mort i un policia, ferit.